# Rebirth (Gackt)
Rebirth è il secondo album in studio del cantante giapponese Gackt, pubblicato nel 2001.

## Tracce
1. 4th… – 3:22
2. Secret Garden – 4:39
3. Maria – 4:20
4. Uncontrol – 4:14
5. Sekirei ~seki-ray~ (ЯR ver.) (鶺鴒 ~seki-ray~ (ЯR ver.)) – 4:10
6. Kalmia – 4:54
7. Sayonara – 5:20
8. Marmalade – 4:08
9. Papa lapped a pap lopped – 3:46
10. Seven – 4:06
11. Kimi no Tame ni Dekiru Koto (ЯR Ver.) (君のためにできること (ЯR Ver.)) – 5:10